# Hässjö-Tynderö-Ljustorps pastorat
Hässjö-Tynderö-Ljustorps pastorat är ett pastorat i Medelpads kontrakt i stiftet Härnösands stift i Svenska kyrkan. 1 januari 2025 uppgick pastoratet i Medelpads norra pastorat.
Pastoratskoden är 100710.
Pastoratet omfattade följande församlingar:
- Hässjö församling
- Tynderö församling
- Ljustorps församling